# Wiener Sängerknaben

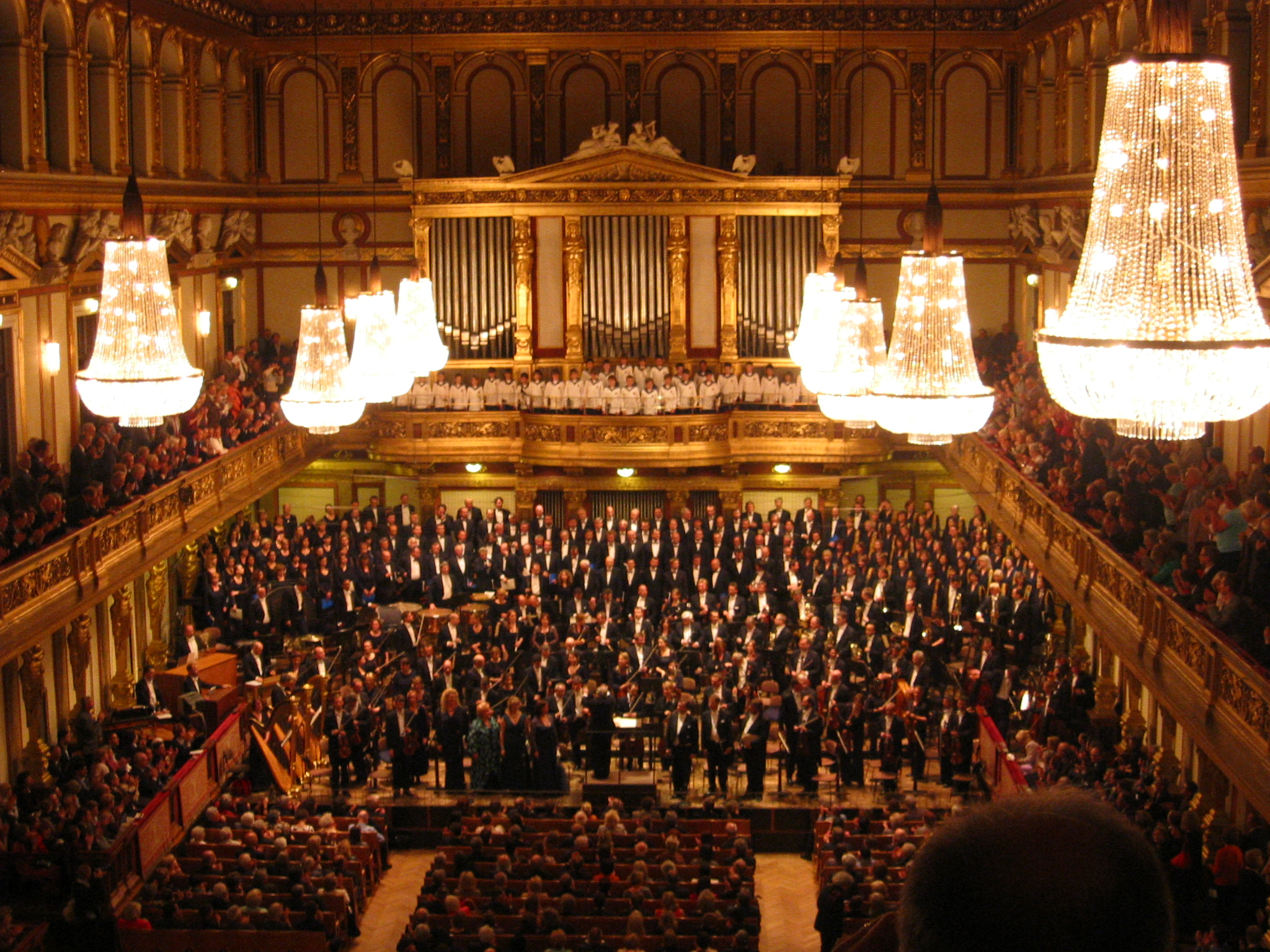
G. Mahler Symphony No. 8 – Wiener Sängerknaben – Slovenský filharmonický zbor – Wiener Singverein – Staatskapelle Berlin – Pierre Boulez – Wiener Musikverein.

Wiener Sängerknaben, bildad 7 juli 1498 av Jurij Slatkonja på uppdrag av tysk-romerske kejsaren Maximilian I, är en av världens mest berömda gosskörer. Kören finns i Wien i Österrike, och var knuten till Hofmusikkapelle fram till 1918. Medlemmarna tas ut från olika delar av Österrike. Wiener Sängerknaben uppträdde under pausnumret då Eurovision Song Contest 1967 anordnades i Wien. De medverkar även i nyårskonserten från Wien.

## Diskografi

### Julmusik
- Frohe Weihnacht (1960)
- Die Wiener Sängerknaben und ihre Schönsten ... (1967)
- Weihnacht mit den Wiener Sängerknaben (Gillesberger 1980)
- Merry Christmas from the Vienna Choir Boys (1982)
- Christmas in Vienna / Heiligste Nacht (1990)
- The Little Drummer Boy (1990)
- Christmas with the Vienna Boys' Choir, London Symphony Orchestra (1990)
- Frohe Weihnacht (Merry Christmas) (1999)
- Wiener Sängerknaben Goes Christmas (2003)
- Christmas with the Vienna Choir Boys (med Hermann Prey)
- Christmas Angels (RCA Gold Seal)

### Popmusik
- Wiener Sängerknaben Goes Pop (2002)
- I Am from Austria (2006)

### Fotnoter
1. ↑  ”Wiener Sängerknaben”. Nationalencyklopedin. http://www.ne.se/uppslagsverk/encyklopedi/l%C3%A5ng/wiener-s%C3%A4ngerknaben. Läst 29 februari 2016.